# اتحاد سه‌گانه

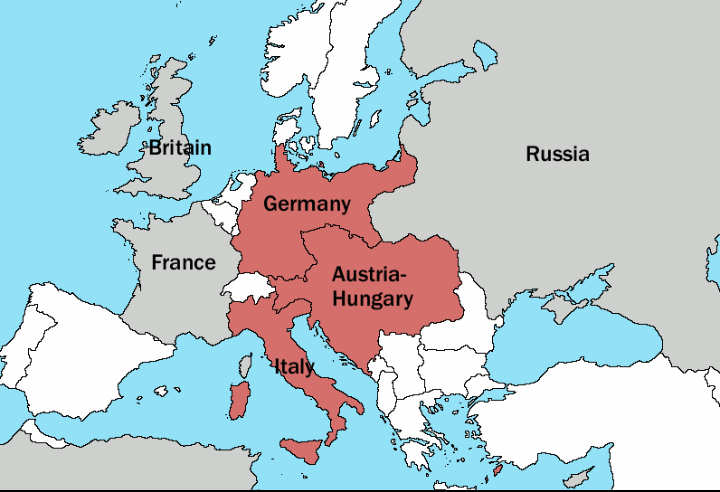
اتحاد سه‌گانه در ۱۹۱۳ (قرمز)

اتحاد سه‌گانه اتحادی نظامی میان امپراتوری آلمان، پادشاهی ایتالیا و امپراتوری اتریش-مجارستان بود که در ۲۰ مهٔ ۱۸۸۲ میلادی منعقد گردید و تا شروع جنگ جهانی اول در سال ۱۹۱۴ میلادی برقرار بود. هر یک از این سه کشور متعهد شدند که در صورتی که یکی از آنان از جانب قدرت‌های دیگر مورد حمله قرار گیرد، دیگران برای دفاع از آن دخالت کنند. به عنوان تکمیل عهدنامه، ایتالیا اعلام کرد که در صورت وقوع شرایط مذکور، به‌طور مستقیم با امپراتوری بریتانیا وارد جنگ نخواهد شد. پس از تجدید پیمان در ژوئن ۱۹۰۲ میلادی، ایتالیا به‌طور مخفیانه، مذاکراتی را با فرانسه آغاز کرد.
هنگامی که در سال ۱۹۱۴ میلادی امپراتوری اتریش-مجارستان و امپراتوری آلمان در جریان جنگ جهانی اول با تفاهم مثلث وارد جنگ شد، ایتالیا ناچار در حمایت از قدرت‌های مرکز به آن‌ها پیوست اما با بروز اختلاف با اتریش-مجارستان و آلمان، تغییر جهت داد و در ماه مه سال ۱۹۱۵ میلادی به امپراتوری اتریش-مجارستان و در ماه اوت سال ۱۹۱۶ میلادی به امپراتوری آلمان اعلان جنگ داد. پس از خروج ایتالیا از این اتحاد امپراتوری عثمانی به این اتحاد پیوست.